# Lilla Essingen
59°19′26″N 18°0′18″Ø / 59.32389°N 18.00500°Ø
Lilla Essingen er en ø og en bydel i Mälaren og ligger i Stockholm. Tidligere hed den Lilla Hessingen. 
Øen ligger mellem øerne Kungsholmen og Stora Essingen. Sydvest for øen ligger Essingedjupet, mod øst  Mariebergsfjärden, mod vest Essingefjärden og mod nord Mariebergssundet. Øen er 0,23 kvadratkilometer stor, og det højeste punkt er 26 moh. (ved Essinge Brogata 22). Strandlinjen er 2.300 meter og er næsten fuldt tilgængelig på turstier. Bydelen grænser til Fredhäll, Marieberg, Långholmen, Gröndal og Stora Essingen. 
Lilla Essingen havde først en en  kabeltrukket færge med overfart til Kungsholmen; i  1907 erstattedes den med en betonbro, som i 1936 blev afløst af den nuværende stålbro, Mariebergsbron. I 1966 blev Essingeleden lagt tværs over øen. 